# Kilebygda
Kilebygda este o localitate din comuna Skien, provincia Telemark, Norvegia, cu o populație de 450 locuitori (2013).